# 科文特花园圣保罗教堂
科文特花园圣保罗教堂（St Paul's Church, Covent Garden），俗称演员教堂 是一座英国圣公会教堂，位于伦敦科文特花园地区，1631年贝德福德伯爵委托伊尼戈·琼斯设计。 
这座教堂也是科文特花园的本堂区教堂，其绰号来自于与剧院的长期合作。